# Phytoseius fotheringhamiae
Phytoseius fotheringhamiae är en spindeldjursart som beskrevs av Denmark och Schicha 1975. Phytoseius fotheringhamiae ingår i släktet Phytoseius och familjen Phytoseiidae. Inga underarter finns listade i Catalogue of Life.